# 江口乡 (郴州市)
江口乡，是中华人民共和国湖南省郴州市北湖区下辖的一个乡镇级行政单位。

## 行政区划
江口乡下辖以下地区：
江口社区、江口村、枫木岭村、龙广洞村、新屋村、竹枧水村、功德岭村、高塘村、上垅村、下垅村和白菊塘村。